# Léon Trésignies
Léon Trésignies (Bierghes, 26 mars 1886 - Grimbergen, 26 août 1914) est un héros belge de la Première Guerre mondiale tué lors d'une contre-offensive de l'armée belge au Pont brûlé à Vilvorde lors du siège d'Anvers. 

## Biographie

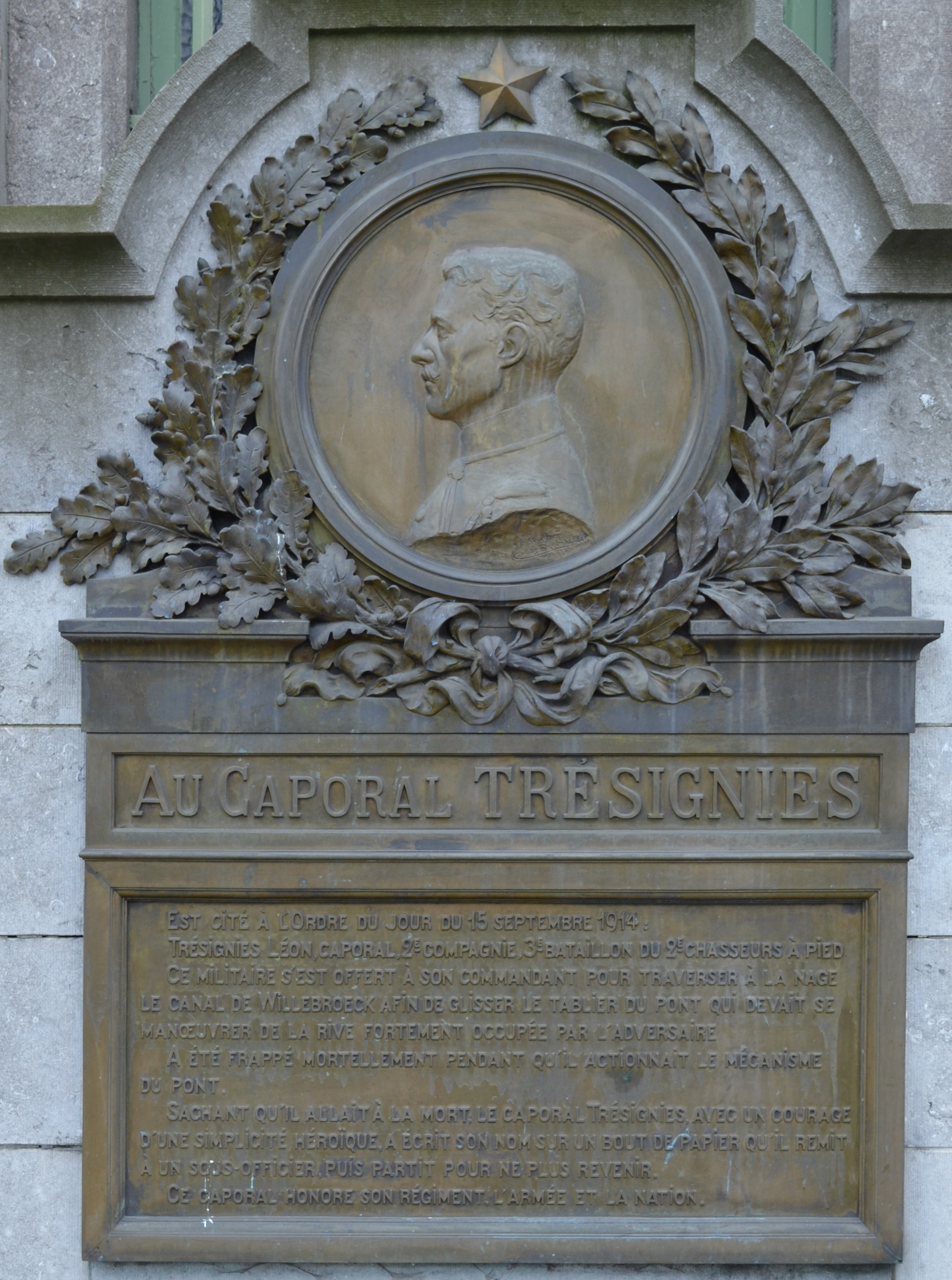
Plaque commémorative à Charleroi (Eugène de Bremaecker-1920).

Né à Bierghes, village voisin de Tubize le 26 mars 1886, il est le fils de Pierre Trésignies, piocheur sur la ligne de chemin de fer Bruxelles-Enghien, et de Marie Thérèse Ricour. Il perd prématurément ses parents : son père décède alors qu'il a huit ans et sa mère alors qu'il a dix-neuf ans. 
Léon Trésignies entre à sept ans à l'École communale de Drogenbos. Après sa scolarité, il exerce des petits métiers dans les chemins de fer: porteur d'avis à la gare de Forest-Midi, ouvrier à l'atelier de voitures de la gare du Midi et serre-frein intérimaire. Il entre ensuite comme presseur dans les Usines Pathé de Forest qui fabriquent des phonographes. Il perd sa mère en 1905 et est recueilli par le ménage Pressia.
En 1906, ayant tiré au sort un mauvais numéro, il est appelé sous les drapeaux au sein du 2e régiment de Chasseurs à Pied de Mons. Il est libéré de ses obligations de milice en novembre 1909 et retourne aux Usines Pathé.
Il se marie le 29 octobre 1910 à Forest avec Catherine Verniers originaire de Molenbeek-Saint-Jean avec qui il a un fils Félix en 1911.

## Première Guerre mondiale
Muni de son ordre de rejoindre son régiment le 1er août 1914, en quittant ses beaux-parents, il exprime son pressentiment à la gare : « Je ne reviendrai plus, maman. Je le sens. Prenez bien soin de Trientje (surnom de son épouse) et de mon petit Félix. Je vous les rends » . Il intègre ainsi le IIIe bataillon du 2e régiment de Chasseurs à Pied. Le 3 août, son régiment quitte Mons au son de la musique du Doudou et sous les acclamations de la foule.
Le 26 août 1914, un peloton du 2e régiment de Chasseurs à Pied, celui de Léon Trésignies, est chargé de marcher sur Pont-Brûlé (près de Vilvorde) avec pour ordre de traverser le canal de Willebroeck, large de vingt mètres, les Belges étant embusqués d'un côté et les Allemands de l'autre.

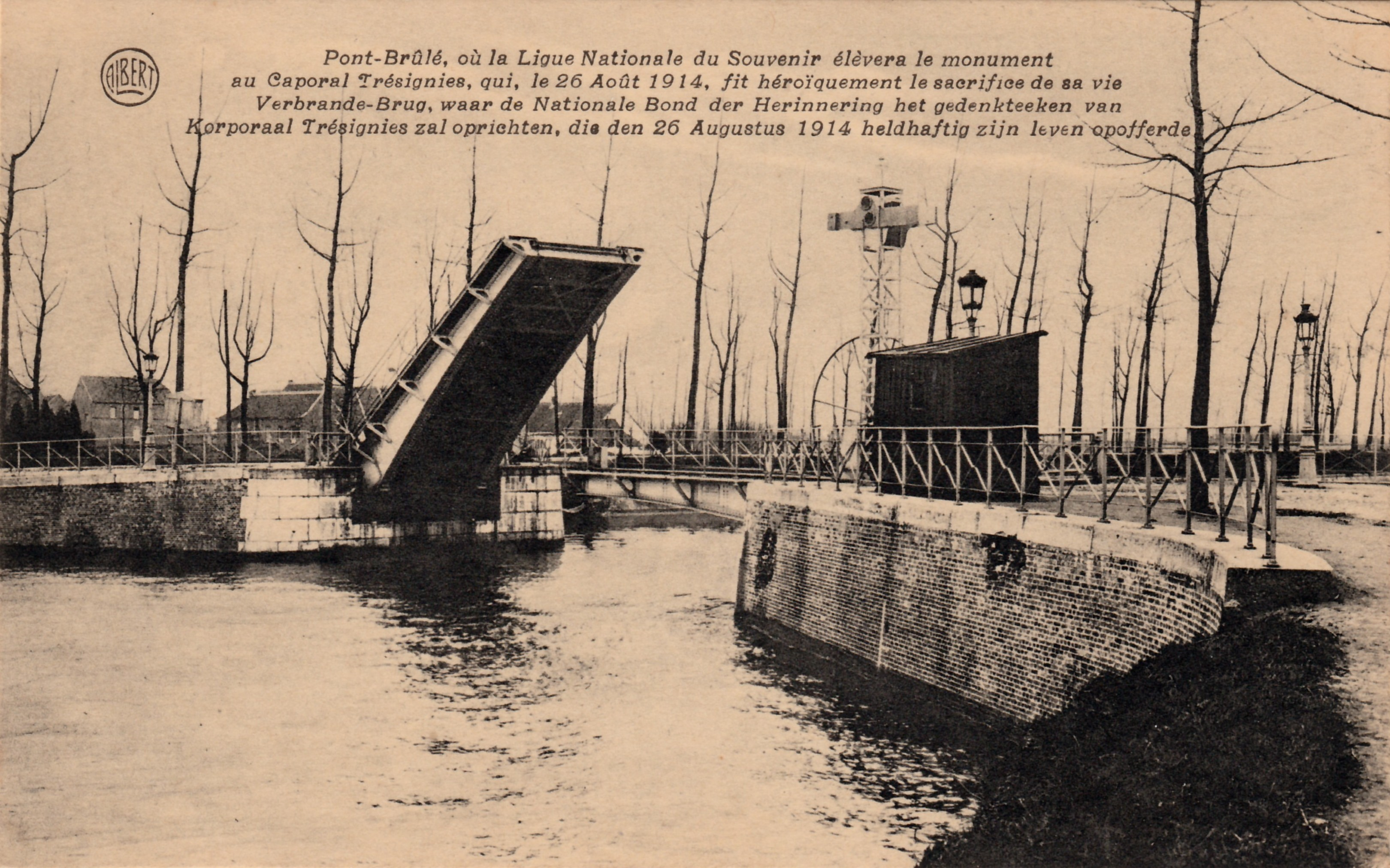
Le Pont-Brûlé sur une carte postale vers 1920.

Le peloton occupe une tranchée sur la berge du canal. Le tablier du pont est relevé. Il faut toutefois trouver le moyen de traverser le canal. Une fois de l'autre côté du canal, il s'agit de manœuvrer la roue pour abaisser le pont à bascule et ainsi permettre à l'armée d'atteindre la rive aux mains des Allemands. L'ennemi est proche, la mitraille est présente, un lieutenant et deux soldats sont tués à proximité en relevant la tête de leur abri.
Léon Trésignies se porte volontaire et dit à son commandant : « j'y vais » en sachant le risque qu'il encourt. Il franchit le parapet et traverse le canal à la nage. Parvenu sur l'autre rive, il se dirige vers la manivelle. Lors du premier tour, il se trompe de sens et le pont remonte. Ses camarades l'avertissent de son erreur et il fait tourner la roue dans l'autre sens, ce qui permet au pont-levis de descendre. Mais les cris ont attiré l'attention des Allemands et une fusillade nourrie est dirigée sur le chasseur héroïque. On le voit s'affaisser sur un genou d'abord mais persister dans son effort désespérément accroché au levier qu'il actionne puis s'écrouler sur la berge la poitrine atteinte de plusieurs balles. Léon Trésignies est tué et inhumé au cimetière de Grimbergen.

## Hommages
Le 15 septembre 1914, il est cité à l'Ordre de la nation par le roi Albert Ier. Il est nommé caporal à titre posthume. 
Un monument en son honneur est érigé sur la rive ouest du canal de Willebroeck en octobre 1923 et une plaque commémorative a également été apposée sur le monument aux morts des deux guerres de Bierghes.

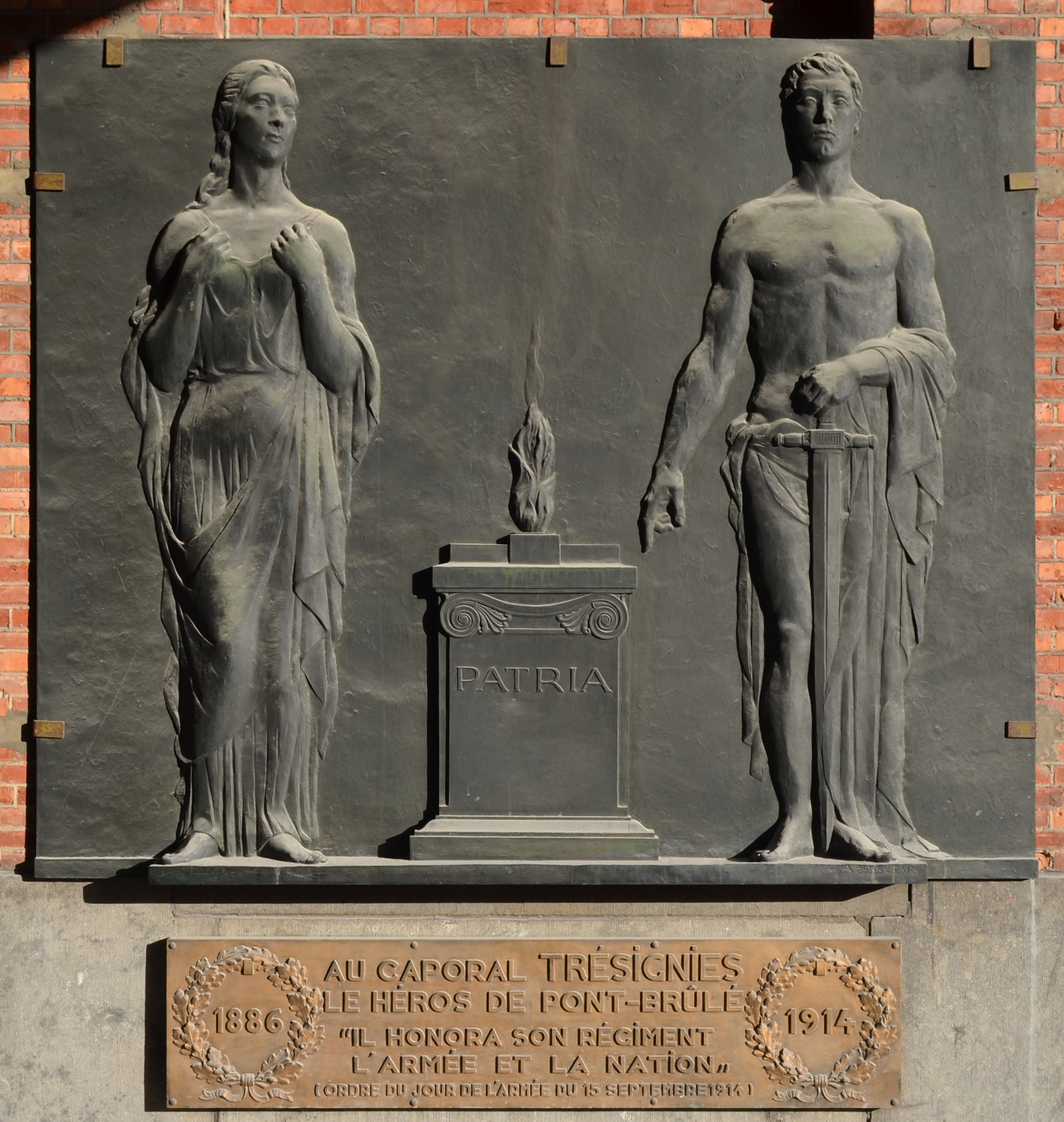
Mémorial à l'intérieur du porche de la caserne Trésignies.

Voulant consacrer les liens du 2e Chasseurs avec la ville de Charleroi, Paul-Emile Janson, ministre de la défense, décide en mars 1920 de nommer « caserne Caporal Trésignies » la caserne de Charleroi.  Une plaque, bas-relief et médaillon à la mémoire de Léon Trésignies, réalisée par Eugène de Bremaecker, a été apposée en octobre 1920 sur la façade de la caserne. À l’intérieur de la caserne, figure un second hommage à Trésignies. Surmontée d’un bas-relief illustrant une femme et un homme séparé par une flamme brûlant pour la patrie, une plaque, entre deux couronnes de laurier, une à gauche et une à droite mentionnant les dates de 1886 et de 1914, rend hommage à Trésignies de la manière suivante : « Au caporal Trésignies le héros de Pont-Brûlé il honora son régiment l’armée et la nation (ordre du jour de l’armée du 15 septembre 1914) » .
Le 3 décembre 1948, le major Wambersy du 2e régiment de Chasseurs à Pied retrouvant sa Caserne Caporal Trésignies à Charleroi s'écrie « Trésignies, nous voici » rappelant ce héros de la Première Guerre mondiale.
Son nom a été donné plusieurs rues : dans son village natal à Bierghes, à Mouscron, Forest, Rebecq et à Mons. 